# Sphinx de l'argousier
Hyles hippophaes
Espèce
Statut de conservation UICN

 DD  : Données insuffisantes
Le Sphinx de l'argousier, Hyles hippophaes, est un insecte lépidoptère appartenant à la famille des Sphingidae.

## Répartition
Localisé, de l’Espagne à l’Asie centrale.

## Description
- Envergure du mâle : de 27 à 32 mm.

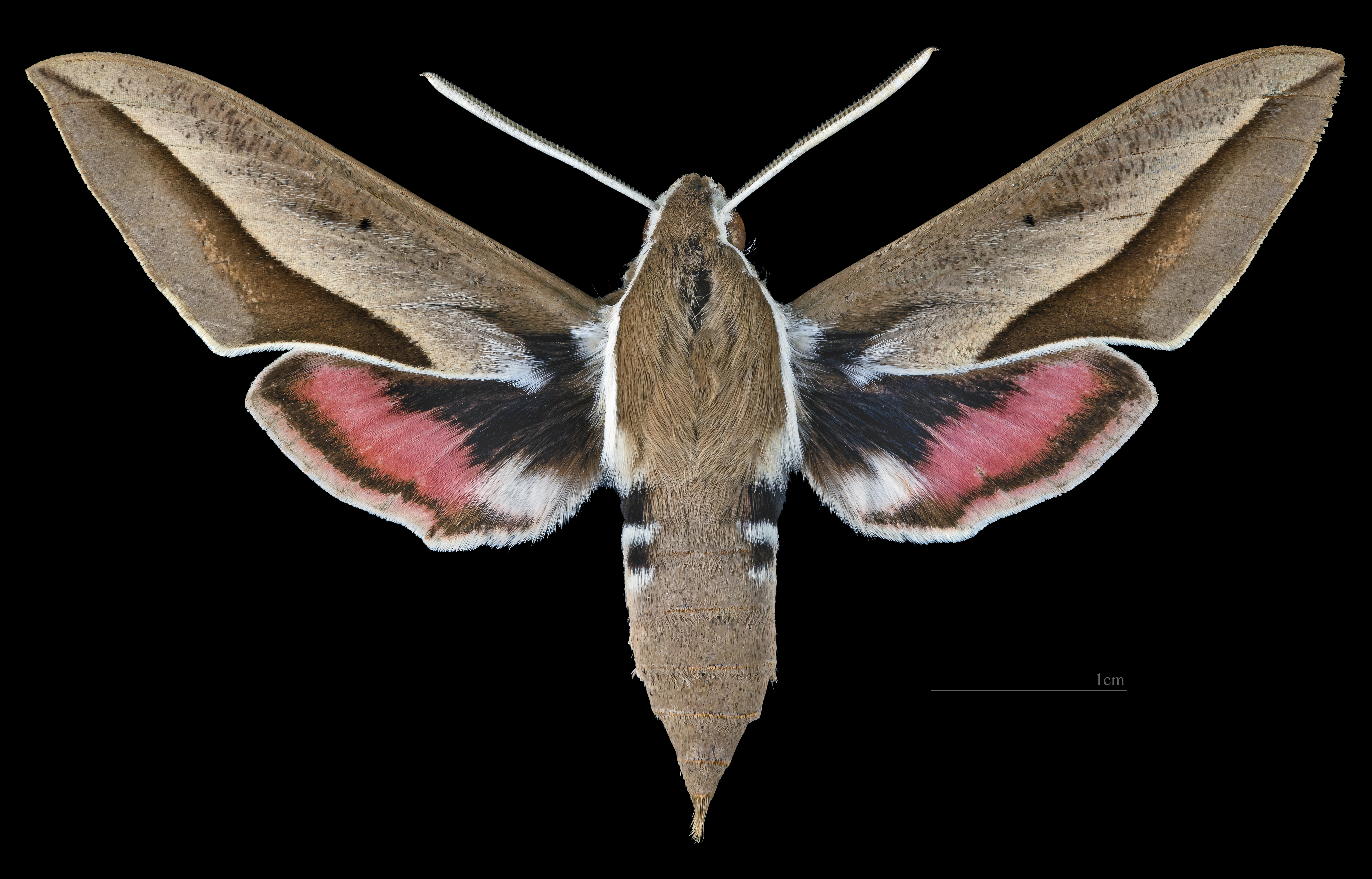
Avers du mâle (coll.MHNT)
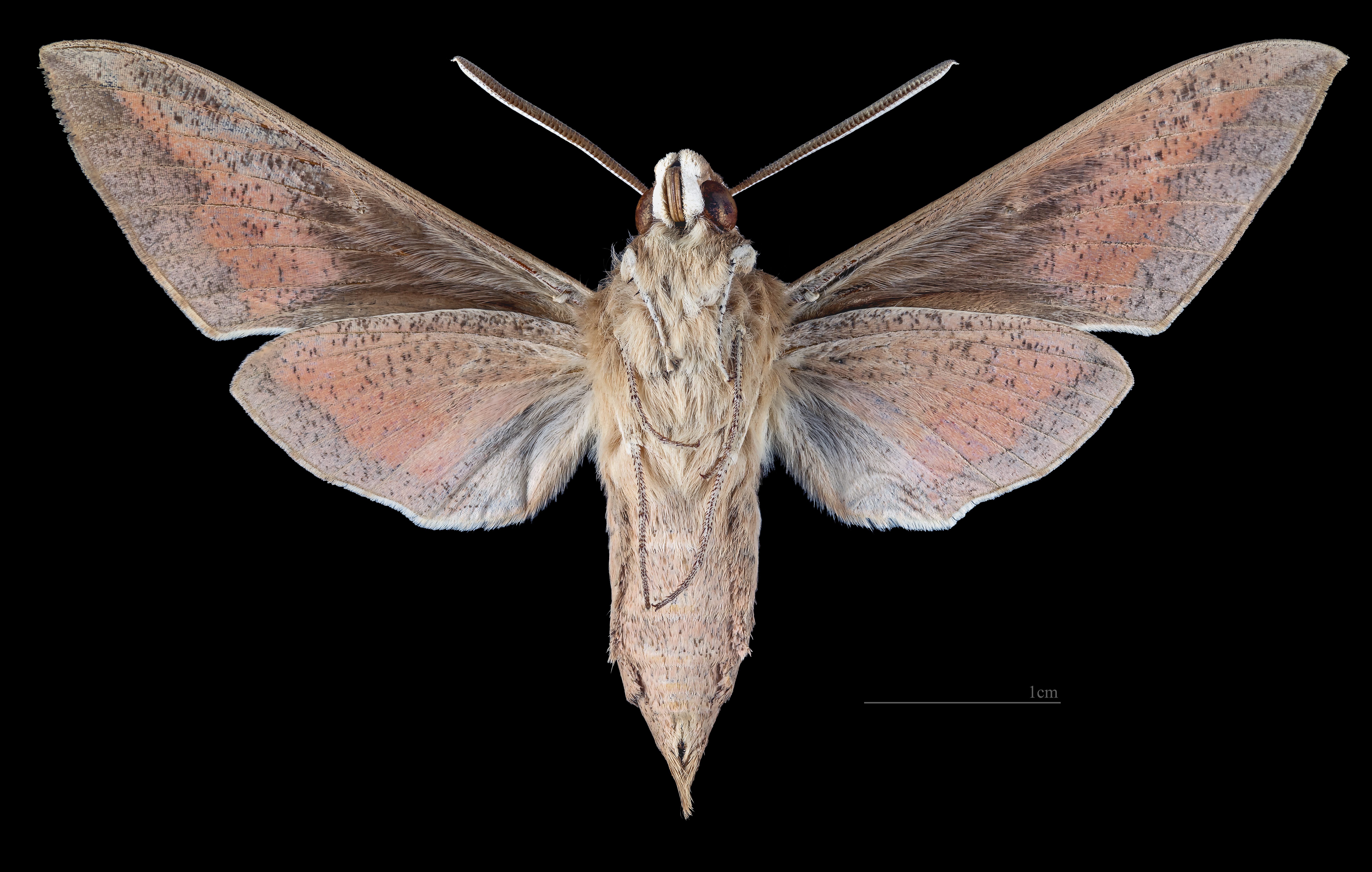
Revers du mâle (coll.MHNT)
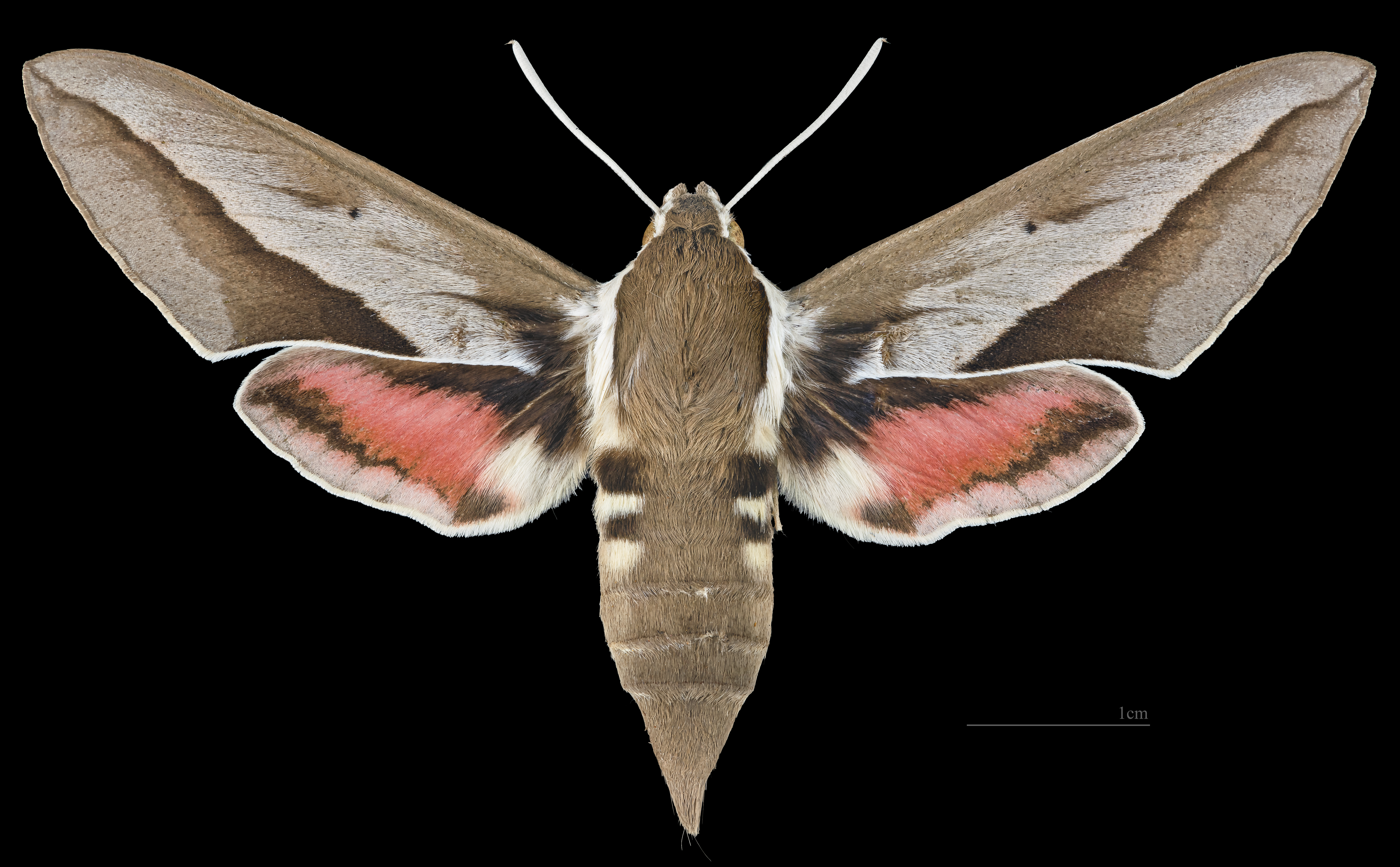
Avers de la femelle (coll.MHNT)
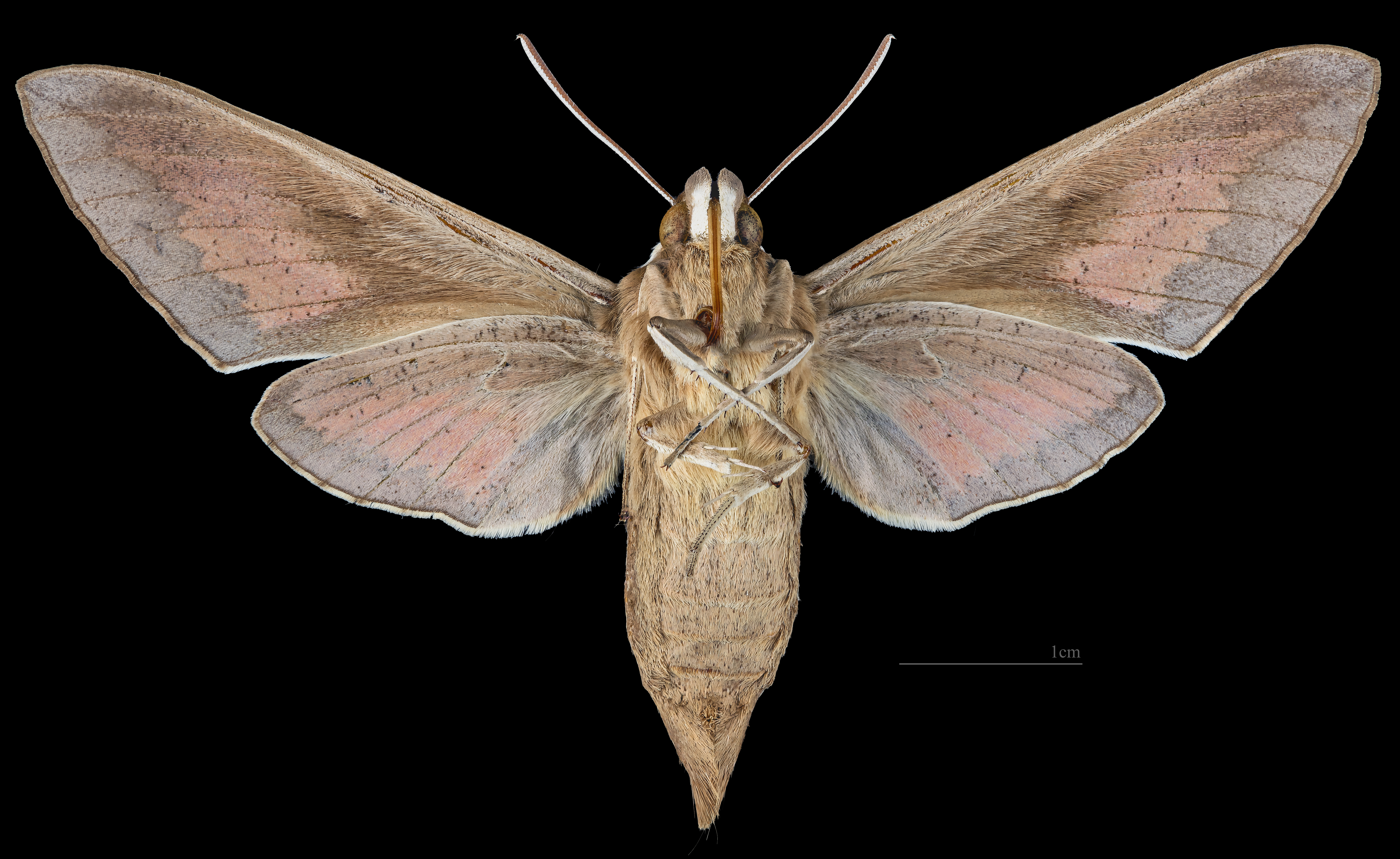
Revers de la femelle (coll.MHNT)

Espèce proche
Le Sphinx de l'argousier ressemble au Sphinx de la garance (Hyles gallii), mais sa face dorsale (ailes et corps) est plus grise et ses ailes postérieures présentent une tache rouge plus étendue et plus foncée.

## Biologie
- Période de vol : d’avril à septembre en deux générations.
- Plantes-hôtes : argousier (Hippophae rhamnoides).

## Systématique
L'espèce a été décrite par l'entomologiste allemand Eugen Johann Christoph Esper en 1789.

### Synonymie
- Sphinx hippophaes Esper, 1789
- Deilephila insidiosa Erschoff, 1874
- Celerio hippophaes crocea Rebel, 1910
- Celerio hippophaes flava Denso, 1913
- Hyles hippophaes caucasica Denso, 1913
- Celerio hippophaes caucasica Clark, 1922
- Celerio hippophaes teriolensis Dannehl, 1929
- Celerio hippophaes obscurata Dannehl, 1929
- Celerio hippophaes ornatus Gehlen, 1930
- Hyles hippophaes transcaucasica Gehlen, 1932
- Celerio hippophaes expallidata Dannehl, 1933
- Celerio hippophaes shugnana Sheljuzhko, 1933
- Celerio hippophaes bucharana Sheljuzhko, 1933
- Celerio hippophaes anatolica Rebel, 1933
- Celerio hippophaes malatiatus Gehlen, 1934
- Celerio hippophaes baltistana O. Bang-Haas, 1939
- Celerio hippophaes kiortsii Koutsaftikis, 1974
- Deilephila hippophaes bienerti Staudinger, 1874

### Liste des sous-espèces
- Hyles hippophaes hippophaes
- Hyles hippophaes bienerti (Staudinger, 1874) (de la Turquie, du Caucase et du sud de la Russie, en passant par l'Iran, le Turkménistan, l'Ouzbékistan, le Tadjikistan, l'Afghanistan jusqu'au Cachemire et le nord-ouest de l'Inde, et le nord-est en passant par le Kirghizistan et l'est du Kazakhstan jusqu'au nord de la Chine, la Mongolie, le lac Baïkal et Tuva en Russie.)
- Hyles hippophaes miatleuskii Eitschberger & Saldaitis, 2000 (Kazakhstan)

## Protection
Au niveau international, le Sphinx de l'argousier est protégé par la Convention de Washington sur le commerce international des espèces de faune et de flore sauvages menacées d'extinction.
Au niveau européen, il est inscrit sur la liste des insectes strictement protégés de l'annexe 2 de la Convention de Berne relative à la conservation de la vie sauvage et du milieu naturel de l’Europe. Il est également protégé par la Directive 92/43/CEE du Conseil du 21 mai 1992 concernant la conservation des habitats naturels ainsi que de la faune et de la flore sauvages (Annexe IV).
Au niveau national, Il est protégé par l'article 2 de l'Arrêté du 23 avril 2007 fixant les listes des insectes protégés sur l'ensemble du territoire et les modalités de leur protection.